# Silberborn
Die Ortschaft Silberborn ist ein im Solling gelegener Ferienort und Ortsteil der Stadt Holzminden im niedersächsischen Landkreis Holzminden in Deutschland. Silberborn ist nach seinem Ortsteil Torfhaus mit 432 m ü. NN die höchstgelegene Ortslage des Sollings.

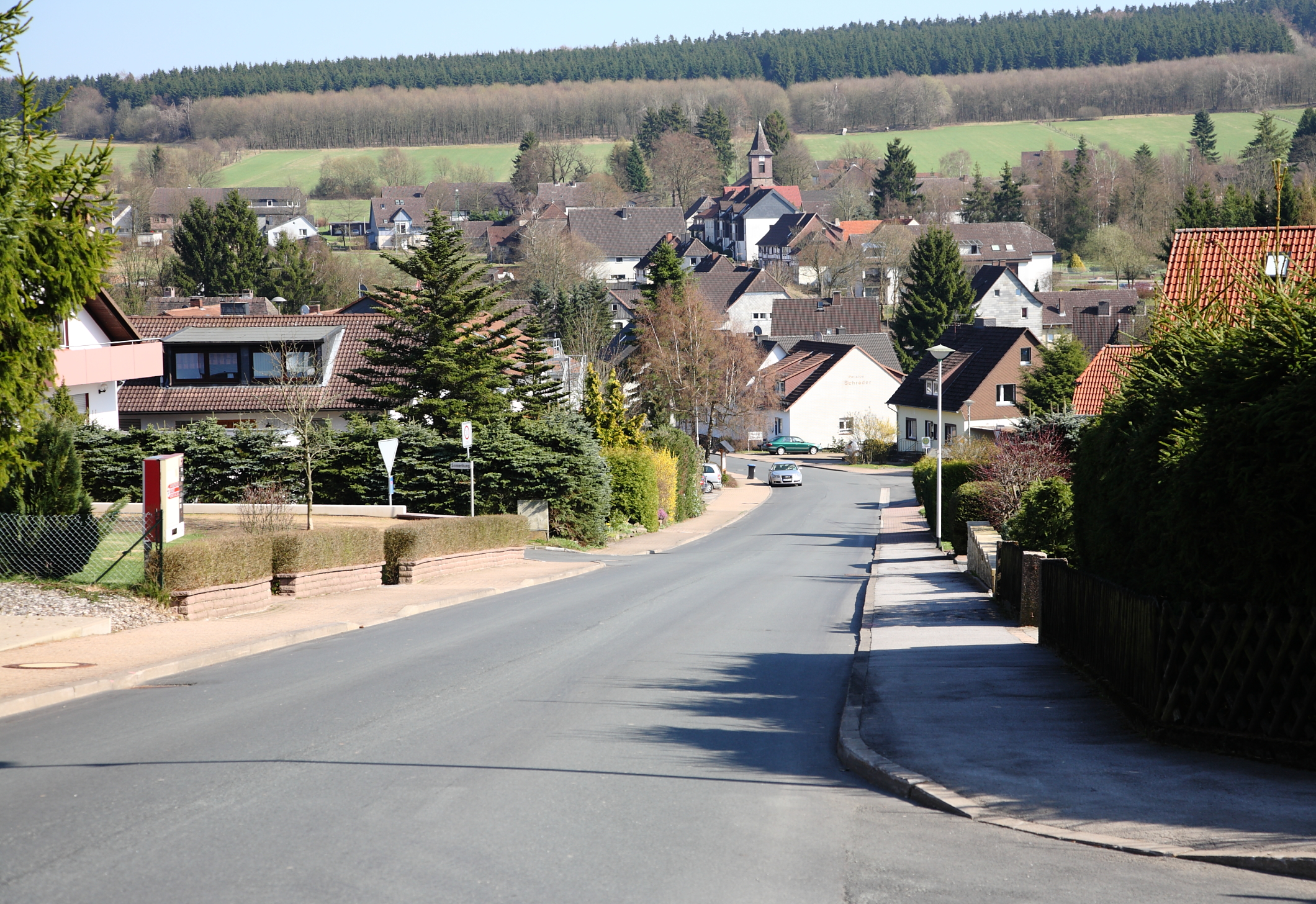
Die Holzmindener Straße in Silberborn

## Geographie

### Lage

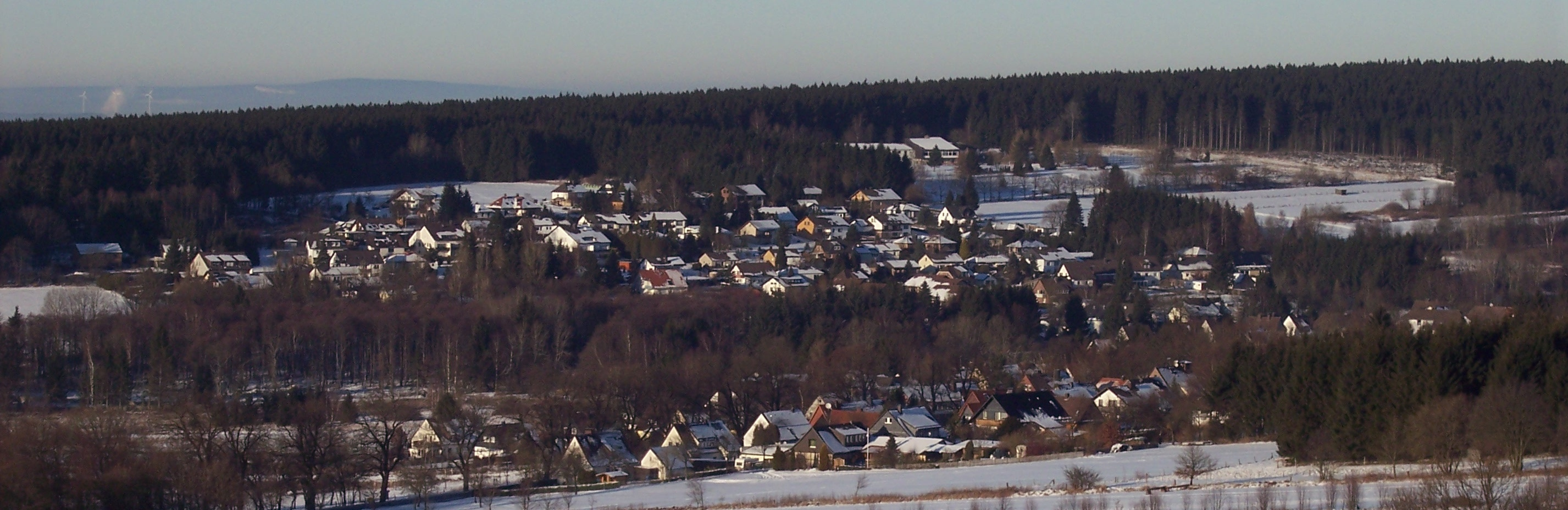
Silberborn, vom Moosberg aus betrachtet

Das in Südniedersachsen gelegene Dorf Silberborn befindet sich auf einer Hochebene des Hochsolling. Es liegt im Naturpark Solling-Vogler rund neun Kilometer südöstlich von Holzminden, knapp zweieinhalb Kilometer nordöstlich von Neuhaus im Solling, elf Kilometer östlich von Höxter, 13,5 Kilometer nordwestlich von Uslar und knapp elf Kilometer westsüdwestlich von Dassel (Entfernungen jeweils Luftlinie).
Durch Silberborn fließt ein Oberlauf-Abschnitt der Holzminde, eines rechten Nebenflusses der Weser.
Die nahe gelegenen Berge Große Blöße (527,8 m; Nordosten), Großer Ahrensberg (524,9 m; Norden) und Moosberg (513 m; Süden) sind die höchsten Berge des Mittelgebirges Solling, so dass dieser hier als Hochsolling bezeichnet wird.

### Torfhaus

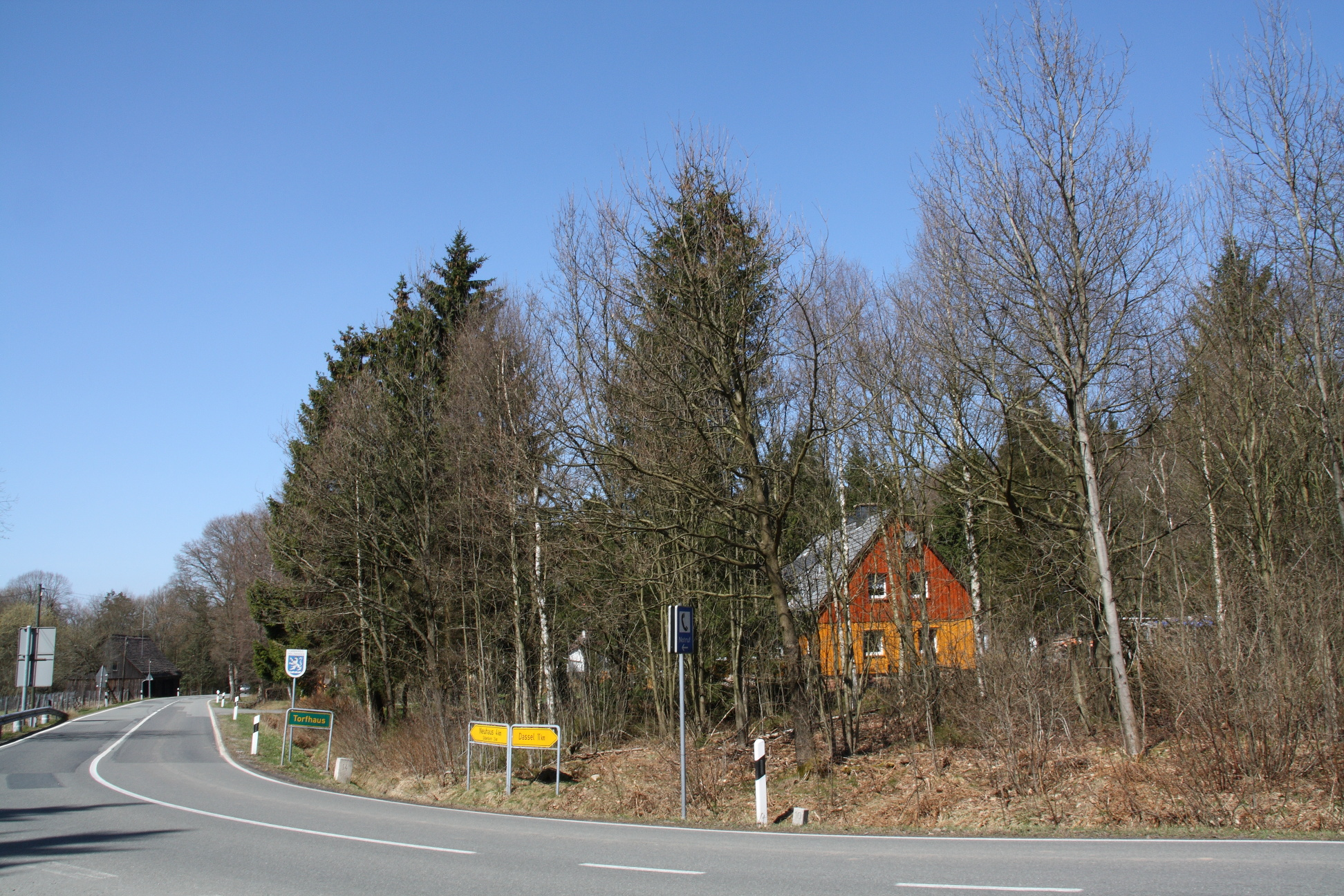
Ortsteil Torfhaus

Der Ortsteil Torfhaus, der aus wenigen Gebäuden besteht, liegt auf der Silberborner Hochebene 1,25 Kilometer östlich vom Silberborner Ortskern an der Landesstraße 549 auf etwa 490 m Höhe, womit er die höchstgelegene Ortschaft des Solling ist.
Silberborn und Torfhaus sind umgeben von dichten Wäldern des Solling, die zum Teil in Wiesenlandschaft umgewandelt wurden und werden sowie auch von Hochmooren.

## Geschichte
Der Ort Silberborn geht auf die Gründung einer Glashütte 1742 zurück, bei der 1765 die Kolonie „Silberborn“ angelegt und in den Folgejahren durch Ansiedlung von Anbauern erweitert wurde. 1860 wurde die Markuskirche geweiht, die höchstgelegene Kirche im Solling.
Im Dezember 1910 lebten 338 Einwohner in dem Ort, während etwa 60 Jahre vorher 361 Personen verzeichnet waren, die sich auf 51 Wohnhäuser verteilten; nicht darunter befanden sich neun Personen in einem außerhalb des Ortes befindlichen Haus Am Moosberge und die 123 Einwohner des Gestütes Neuhaus.
Silberborn gehörte bis 1932 zum Kreis Uslar. Dieser wurde am 1. Oktober 1932 in den Landkreis Northeim eingegliedert, so dass das Dorf fortan bis zu seiner Eingemeindung zu diesem Landkreis gehörte.
Am 30. Dezember 1957 stürzte ein britisches Bomberflugzeug vom Typ Canberra (XJ 249) in ein Waldstück in der Nähe des Mecklenbruchs ab. Das Wrack wurde am 2. Januar 1958 geborgen. Die drei Besatzungsmitglieder H.W.R. Clarke, B. Milne und D.T. McCarthy kamen beim Absturz ums Leben. Am 26. April 1958 wurde ihnen ein Denkmal geweiht.
1961 wurde das Jugendfreizeitheim Silberborn errichtet, um Kindern und Jugendlichen aus dem Landkreis Northeim ein wohnortnahes Freizeitangebot zu ermöglichen. Im Februar 2019 wurde es geschlossen. Weiterhin besteht in Silberborn das 1960 errichtete Freizeitheim „Moosberghütte“, das lange vom Evangelischen Ferienwerk Kurhessen betrieben wurde und jetzt von der Sektion Weserland des Deutschen Alpenvereins. Des Weiteren gibt es in Silberborn die DJH Jugendherberge Silberborn, die Teil des Deutschen Jugendherbergswerkes ist.
Am 1. Januar 1973 wurde Silberborn in die Kreisstadt Holzminden eingegliedert. Das Jugendfreizeitheim verblieb beim Landkreis Northeim.
Silberborn war bis Ende 2010 ein staatlich anerkannter Luftkurort.

## Politik

### Ortsrat
Der Ortsrat, der Silberborn vertritt, setzt sich aus neun Mitgliedern zusammen. Bei der Kommunalwahl 2021 ergab sich folgende Sitzverteilung:
- CDU 6 Sitze
- SPD 3 Sitze

### Ortsbürgermeister
- Wolfgang Peter (CDU) von 1976 bis 2016, am 18. November 2016 zum Ehrenbürgermeister ernannt
- Peter Penke-Wevelhoff (CDU), seit 2016

### Wappen
Das Ortswappen enthält weiße Kleeblattkreuze auf rotem Grund.

## Wirtschaft und Infrastruktur

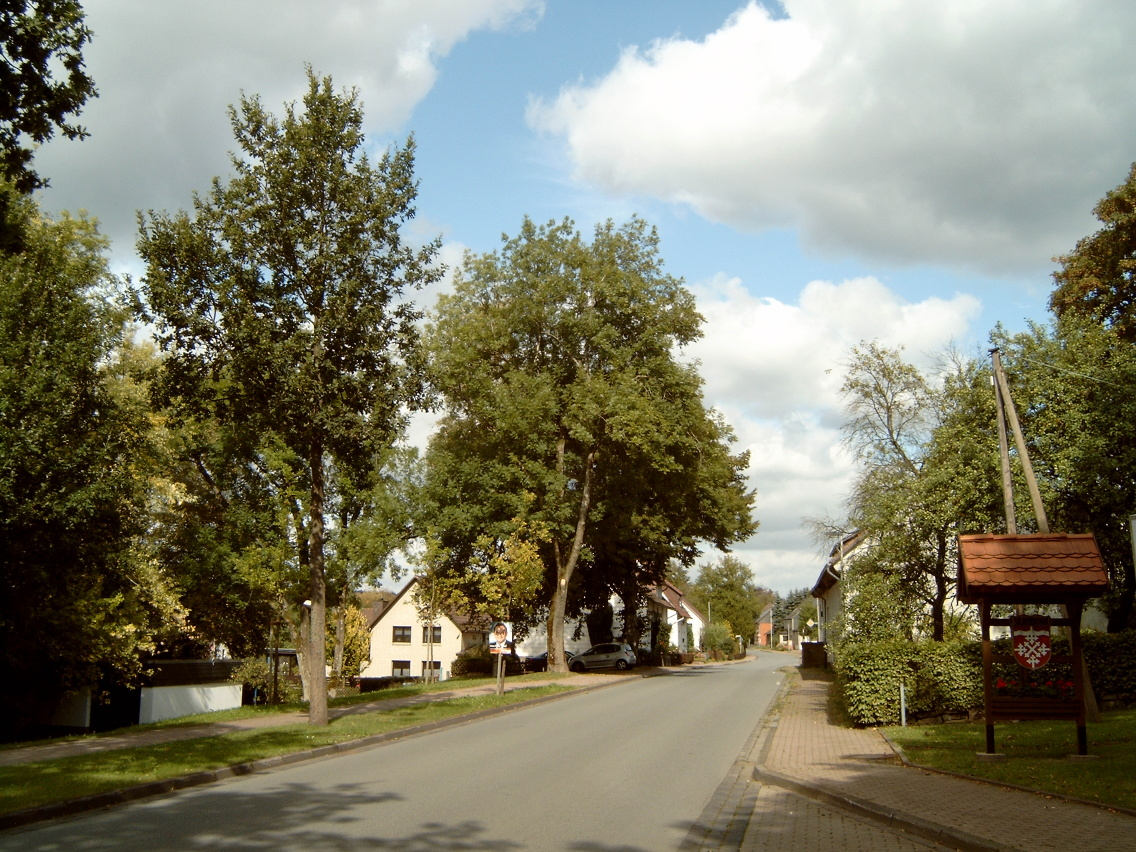
L 549 am Westlichen Ortseingang

Neben der Holzwirtschaft ist der Tourismus immer noch ein bedeutender Wirtschaftsfaktor.
Durch das Dorf verläuft die von Neuhaus im Solling nach Dassel führende Landesstraße 549, über die in Richtung Süd-Südwesten Anbindung an die nahe Bundesstraße 497 besteht.

## Kultur und Sehenswürdigkeiten

### Vereine und Veranstaltungen
Die ortsansässigen Vereine, Turn- und Sportverein Silberborn, die Schützenvereinigung Hochsolling und der Heimatverein Silberborn bilden zusammen mit der Freiwilligen Feuerwehr Silberborn die Arbeitsgemeinschaft der Silberborner Vereine, die für diverse Veranstaltungen verantwortlich ist. Seit einigen Jahren gibt es in Silberborn auch die Oldtimerfreunde Silberborn; sie veranstalten alle zwei Jahre ein Traktoren- und Maschinentreffen mit Bildersuchfahrt durch den Solling. Am Ortsrand wird ein Hochseilgarten betrieben.

### Sehenswürdigkeiten

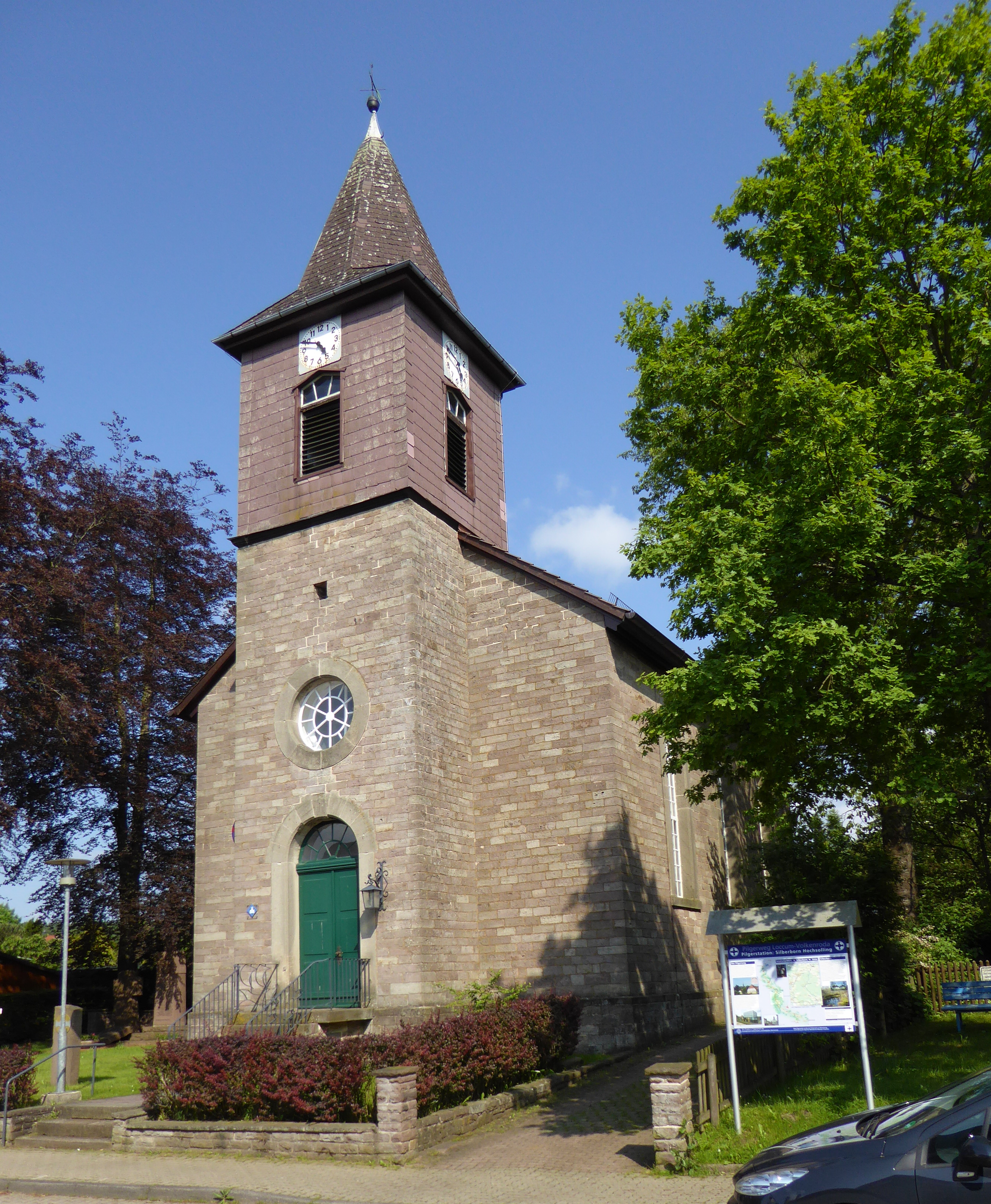
Kirche

- Kirche St. Markus, Bauwerk aus Sandstein
- Hochsollingturm am Moosberg
- das durch Stege begehbare Mecklenbruch, eines der Hochmoore, die zu der Silberborn und Torfhaus umgebenden Landschaft gehören
- Liebesbankweg[12]
- TreeRock-Abenteuerpark Hochsolling mit Kletterwald[13] und Barfußpfad[14]

## Söhne und Töchter des Ortes
- Heinz Stolp (1921–2018), Mikrobiologe